# Ловнік
Ловнік (рум. Lovnic) — село у повіті Брашов в Румунії. Входить до складу комуни Жиберт.
Село розташоване на відстані 192 км на північний захід від Бухареста, 59 км на північний захід від Брашова, 138 км на південний схід від Клуж-Напоки.

## Населення
За даними перепису населення 2002 року у селі проживали 484 особи.
Національний склад населення села:
| Національність | Кількість осіб | Відсоток |
| -------------- | -------------- | -------- |
| румуни         | 248            | 51,2%    |
| цигани         | 181            | 37,4%    |
| німці          | 36             | 7,4%     |
| угорці         | 19             | 3,9%     |

Рідною мовою назвали:
| Мова      | Кількість осіб | Відсоток |
| --------- | -------------- | -------- |
| румунська | 395            | 81,6%    |
| циганська | 41             | 8,5%     |
| німецька  | 34             | 7,0%     |
| угорська  | 14             | 2,9%     |